# Hans von Zwehl

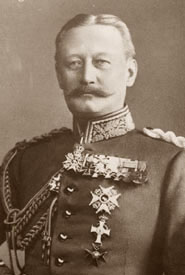
Hans von Zwehl

Johann Hans Bertold Alexander von Zwehl (* 27. Juli 1851 in Osterode am Harz; † 28. Mai 1926 in Berlin) war ein preußischer General der Infanterie sowie während des Ersten Weltkriegs von 1916 bis 1918 Gouverneur von Antwerpen.

## Leben

### Herkunft
Hans von Zwehl war der älteste Sohn des preußischen Oberkontrolleurs Oskar von Zwehl (1818–1890) und dessen erster Ehefrau Elisabeth, geborene Lauprecht (1829–1860). Sein Halbbruder aus der zweiten Ehe des Vaters mit Johanna Rump war der preußische Oberst Maximilian von Zwehl (1863–1918), der am 20. September 1918 als Kommandeur der 8. Infanterie-Brigade bei Fleurbaix fiel. Seine Halbschwester Sophie war die Ehefrau des Augenarztes und Hochschullehrers Wilhelm Schön (1848–1917).

### Militärkarriere
Zwehl trat am 2. August 1870 als Fähnrich in das 3. Pommersche Infanterie-Regiment Nr. 14 der Preußischen Armee ein und nahm 1870/71 am Krieg gegen Frankreich teil. Für seine Leistungen erhielt er beide Klassen des Eisernen Kreuzes.
Am 22. Mai 1900 wurde Zwehl Kommandeur des Füsilier-Regiments „General-Feldmarschall Prinz Albrecht von Preußen“ (Hannoversches) Nr. 73 in Hannover. Nach zwei Jahren beauftragte man ihn am 17. Mai zunächst mit der Führung der 30. Infanterie-Brigade in Koblenz und ernannte ihn unter gleichzeitiger Beförderung zum Generalmajor am 19. Juni 1902 zum Brigadekommandeur. Es folgte mit der Beförderung zum Generalleutnant am 4. September 1906 die Ernennung zum Kommandeur der 13. Division in Münster. Diese Position hatte Zwehl bis zu seiner Abberufung am 26. Juli 1908 inne. Er wurde dann zu den Offizieren der Armee überführt und am 9. September 1909 zur Disposition gestellt.
Mit der Mobilmachung bei Ausbruch des Ersten Weltkrieges wurde Zwehl reaktiviert und Kommandierender General des VII. Reserve-Korps. Zwehl erhielt als vierte Person den Orden Pour le Mérite für die Eroberung der Festung Maubeuge. Vom 17. Dezember 1916 bis Kriegsende war er Gouverneur von Antwerpen. Zwehl erhielt am 17. Oktober 1917 das Eichenlaub zum Orden Pour le Mérite. Am 25. November 1918 wurde seine Mobilmachungsbestimmung aufgehoben und Zwehl endgültig in den Ruhestand verabschiedet.
Seit 1912 war Zwehl Mitglied der Gesetzlosen Gesellschaft zu Berlin.

### Familie
Zwehl hatte sich am 12. August 1882 in Königsberg mit Ida Reissert (* 1861) verheiratet. Aus der Ehe ging der spätere Jurist und Dramatiker Hans Fritz von Zwehl hervor.

## Schriften (unvollständig)
- Die Althannoverschen Ueberlieferungen des Füsilier-Regiments Generalfeldmarschall Prinz Albrecht von Preußen (Hannoversches) Nr. 73. Hannover, Geschäftsbücherfabrik Edler & Krische 1901.
- Der Gegensatz zwischen Yorck und Gneisenau: eine physiologische Studie. 1914.
- Das VII. Reserve-Korps im Weltkriege von s. Beginn bis Ende 1916. Nach persönl. Erlebnissen u. auf Grund d. Kriegsakten. 1921.
- Generalstabsdienst im Frieden und im Kriege. 1923.
- Erich von Falkenhayn, General der Infanterie: Eine biographische Studie. 1926.